# Liste der Monuments historiques in Lalleu
Die Liste der Monuments historiques in Lalleu führt die Monuments historiques in der französischen Gemeinde Lalleu auf.

## Liste der Objekte
| Bezeichnung                                        | Beschreibung                                                   | Standort                              | Kennzeichnung | Schutzstatus | Datum | Bild |
| -------------------------------------------------- | -------------------------------------------------------------- | ------------------------------------- | ------------- | ------------ | ----- | ---- |
| Zwei Skulpturen und Skulpturengruppe               | Stuck, polychrom gefasst, 19. Jahrhundert                      | in der Kirche St-Jean-Baptiste (Lage) | PM35002797    | Inscrit      | 1997  |      |
| Kanzel                                             | Holz, 18./19. Jahrhundert                                      | in der Kirche St-Jean-Baptiste (Lage) | PM35002801    | Inscrit      | 1997  |      |
| Altar mit Tabernakel und vier Skulpturen           | Stein und Holz, 17. und 19. Jahrhundert                        | in der Kirche St-Jean-Baptiste (Lage) | PM35002799    | Inscrit      | 1997  |      |
| Wegekreuz und 14 Kreuzwegstationen                 | Zweite Hälfte des 19. Jahrhunderts                             | in der Kirche St-Jean-Baptiste (Lage) | PM35002802    | Inscrit      | 1997  |      |
| Hauptaltar mit Tabernakel und Retabel              | Holz, polychrom gefasst und vergoldet, 17. und 19. Jahrhundert | in der Kirche St-Jean-Baptiste (Lage) | PM35002796    | Inscrit      | 1997  |      |
| Vier Skulpturen des Tabernakels auf dem Hauptaltar | Holz, polychrom gefasst und vergoldet, 18./19. Jahrhundert     | in der Kirche St-Jean-Baptiste (Lage) | PM35002798    | Inscrit      | 1997  |      |
| Altar mit Tabernakel und Retabel                   | Stein und Holz, 17. und 19. Jahrhundert                        | in der Kirche St-Jean-Baptiste (Lage) | PM35002800    | Inscrit      | 1997  |      |
| Taufbecken                                         | Stein, 1538                                                    | in der Kirche St-Jean-Baptiste (Lage) | PM35000962    | Classé       | 1999  |      |